# Anna Marek
Anna Marek (14 de abril de 1989) es una jinete estadounidnese que compite en la modalidad de doma. Ganó dos medallas en los Juegos Panamericanos de 2023, oro por equipos y bronce individual.

## Palmarés internacional
| Juegos Panamericanos | Juegos Panamericanos | Juegos Panamericanos | Juegos Panamericanos |
| Año                  | Lugar                | Medalla              | Categoría            |
| -------------------- | -------------------- | -------------------- | -------------------- |
| 2023                 | Santiago (Chile)     | Medalla de oro       | Por equipos          |
| 2023                 | Santiago (Chile)     | Medalla de bronce    | Individual           |